# Pengam
Pengam est un village et une communauté du borough de comté de Caerphilly, au pays de Galles.
Il est situé sur la rive orientale de la Rhymney, en aval de Bargoed. Au recensement de 2011, il comptait 3 848 habitants.